# سوزان فرومبرغ شيفر
سوزان فرومبرغ شيفر (بالإنجليزية: Susan Fromberg Schaeffer)‏‏ (25 مارس 1940 في بروكلين - 26 أغسطس 2011 )؛ شاعرة، وروائية، وكاتبة قصص قصيرة، وكاتِبة من الولايات المتحدة.

## الجوائز
- زمالة غوغنهايم[12]